# Mellera
Mellera es un género de plantas con flores perteneciente a la familia Acanthaceae. El género tiene siete especies de hierbas descritas y de estas, solo 2 aceptadas. Son naturales del África tropical húmeda.

## Taxonomía
El género fue descrito por  Spencer Le Marchant Moore y publicado en Journal of Botany, British and Foreign 17: 225. 1879. La especie tipo es: Mellera lobulata S.Moore	

## Especies
- Mellera lobulata S.Moore
- Mellera submutica C.B.Clarke